# 1299 Mertona
1299 Mertona је астероид главног астероидног појаса са средњом удаљеношћу од Сунца која износи 2,802 астрономских јединица (АЈ).
Апсолутна магнитуда астероида је 11,4 а геометријски албедо 0,057.